# 瑞达法辛
瑞达法辛（英语：Radafaxine；开发代号：GW-353,162），也称为雷达法辛、(S,S)-羟基安非他酮等，是一种去甲肾上腺素-多巴胺再摄取抑制剂，由葛兰素史克在2000年代开发，用于各种不同的适应症，但从未上市。这些用途包括治疗不宁腿综合征、重度抑郁症、双相情感障碍、神经性疼痛、纤维肌痛和肥胖症。计划于2007年提交监管文件，但由于“测试结果不佳”，开发于 2006 年停止。

## 药理学

### 药效学
瑞达法辛被描述为去甲肾上腺素-多巴胺再摄取抑制剂。与安非他酮相反，它对去甲肾上腺素再摄取的抑制作用似乎比对多巴胺再摄取的抑制作用更强。瑞达法辛在阻断多巴胺再摄取方面的功效约为安非他酮的70%，而在阻断去甲肾上腺素再摄取方面的功效约为392%，这使得它在抑制去甲肾上腺素再摄取方面的选择性超过多巴胺。根据葛兰素史克公司的说法，这可能是瑞达法辛对疼痛和疲劳作用增强的原因。至少一项研究表明，瑞达法辛具有与安非他酮相似的低滥用可能性。

## 化学
瑞达法辛是安非他酮的有效代谢物，安非他酮是葛兰素史克的威博隽中的化合物。更具体地，“羟基安非他酮”是安非他酮的类似物，而瑞达法辛是羟基安非他酮的分离异构体（(2S,3S)-）。因此，瑞达法辛在人类中至少建立了安非他酮的某些特性之上。安非他酮的另一种类似物，马尼法辛，衍生自瑞达法辛，也被研究过。